# Arquidiócesis de Madang
La arquidiócesis de Madang (en latín: Archidioecesis Madangana y en inglés: Roman Catholic Archdiocese of Madang) es una circunscripción eclesiástica de la Iglesia católica en Papúa Nueva Guinea. Se trata de una arquidiócesis latina, sede metropolitana de la provincia eclesiástica de Madang. Desde el 26 de julio de 2019 su arzobispo es Anton Bal. 

## Territorio y organización

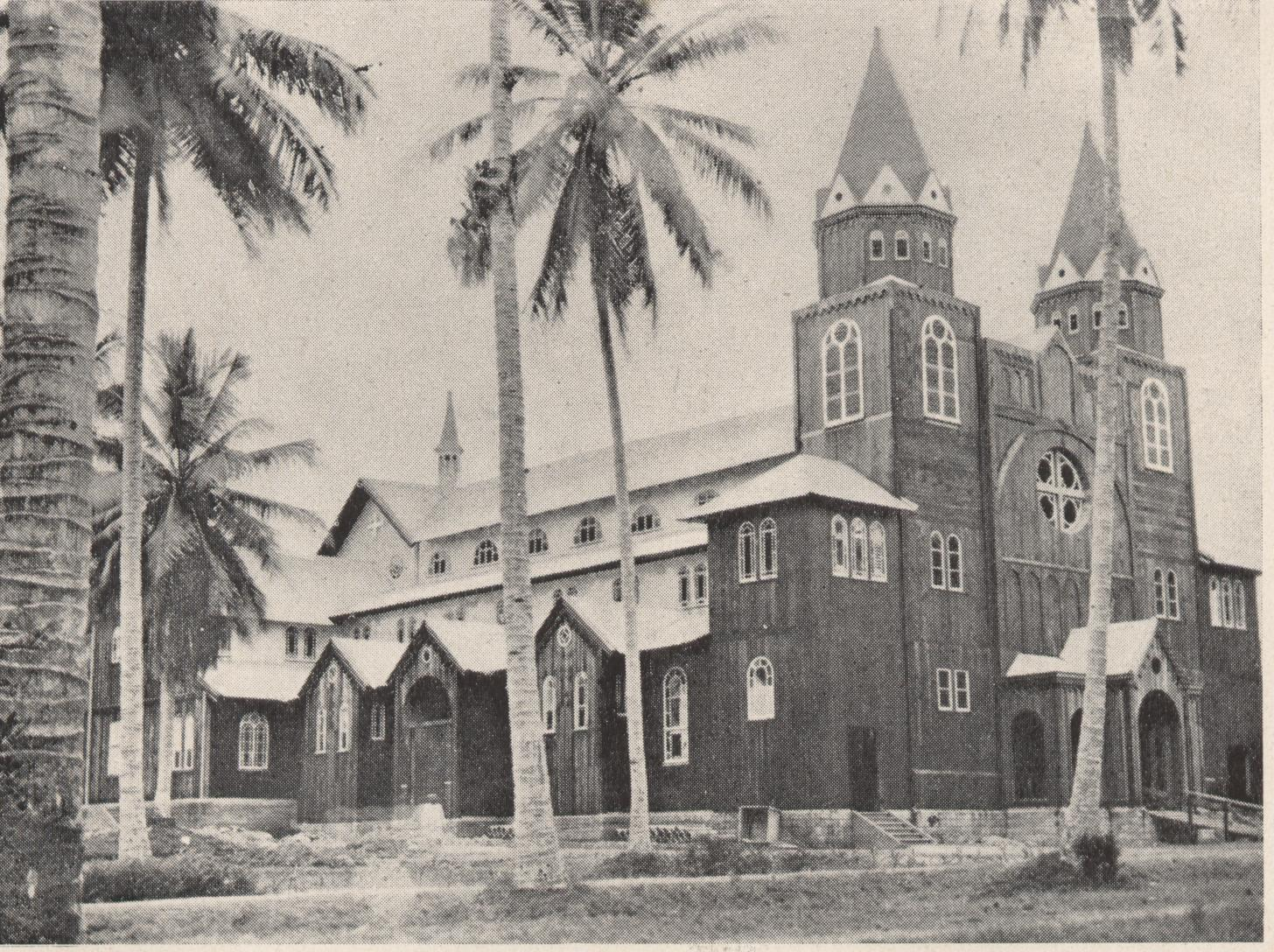
Antigua catedral de San Miguel, en Alexishafen

La arquidiócesis tiene 28 886 km² y extiende su jurisdicción sobre los fieles católicos de rito latino residentes en la provincia de Madang.
La sede de la arquidiócesis se encuentra en la ciudad de Madang, en donde se halla la Catedral del Espíritu Santo.
La arquidiócesis tiene como sufragáneas a las diócesis de: Aitape, Lae, Vanimo y Wewak.
En 2023 en la arquidiócesis existían 29 parroquias.

## Historia

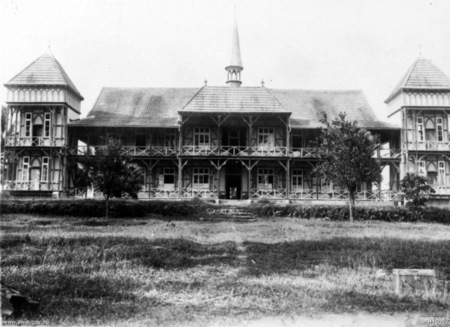
Antiguo palacio episcopal, Alexishafen

La Tierra del Emperador Guillermo se convirtió en un protectorado de Alemania en 1884 y formó parte de la Nueva Guinea Alemana.
La prefectura apostólica de la Tierra del Emperador Guillermo fue erigida el 24 de febrero de 1896, obteniendo el territorio del vicariato apostólico de Nueva Pomerania (hoy arquidiócesis de Rabaul).
El 25 de julio de 1913, mediante el decreto Gulielmi Terra de la Congregación de Propaganda Fide, cedió una parte de su territorio para la erección de la prefectura apostólica de la Tierra del Emperador Guillermo Occidental (hoy diócesis de Wewak) y al mismo tiempo asumió el nombre de la prefectura apostólica de la Tierra del Emperador Guillermo Oriental.
Al comienzo de la Primera Guerra Mundial, entre septiembre a noviembre de 1914 fuerzas de Australia capturaron la Nueva Guinea Alemana, que desde 1920 pasó a ser el mandato del Territorio de Nueva Guinea bajo control australiano.
El 23 de noviembre de 1922, mediante la bula Incumbentis Nobis del papa Pío XI, fue elevada a vicariato apostólico, con el nombre de vicariato apostólico de Nueva Guinea Oriental, que se transformó en vicariato apostólico de Alexishafen el 15 de mayo de 1952 con el decreto Cum per decretum de la Propaganda Fide.
El 27 de abril de 1927, mediante el breve Quae catholico del papa Pío XI , se rediseñaron las fronteras con la prefectura apostólica de Nueva Guinea Central (hoy diócesis de Wewak).
Durante la Segunda Guerra Mundial en enero de 1943 la misión católica en Alexishafen fue ocupada por fuerzas del Imperio del Japón y luego fue utilizada para almacenar municiones. Fue completamente destruida en los bombardeos aliados. Cuando el ejército australiano liberó el área el 26 de abril de 1944, solo permanecía la cruz de la Catedral de San Miguel y en julio de 1944 el lugar pasó a ser un hospital.
El 18 de junio de 1959 cedió partes de su territorio para la erección de los vicariatos apostólicos de Mount Hagen (hoy arquidiócesis de Mount Hagen), de Lae (hoy diócesis de Lae) y de Goroka (hoy diócesis de Goroka) mediante la bula Prophetica vox del papa Juan XXIII.
El 15 de noviembre de 1966, mediante la bula Laeta incrementa del papa Pablo VI, el vicariato apostólico fue elevado al rango de arquidiócesis metropolitana y tomó su nombre actual.
El 16 de septiembre de 1975 Papúa Nueva Guinea obtuvo su independencia de Australia.
El 1 de octubre de 1975, con la carta apostólica Exempla egregia, el papa Pablo VI proclamó a santa Teresa del Niño Jesús patrona principal de la arquidiócesis.

## Estadísticas
Según el Anuario Pontificio 2024 la arquidiócesis tenía a fines de 2023 un total de 194 000 fieles bautizados.
| Año                                                                             | Población            | Población | Población      | Sacerdotes | Sacerdotes    | Sacerdotes    | Bautizados por sacerdote | Diáconos permanentes | Religiosos | Religiosos | Parroquias |
| Año                                                                             | Bautizados católicos | Total     | % de católicos | Total      | Clero secular | Clero regular | Bautizados por sacerdote | Diáconos permanentes | Varones    | Mujeres    | Parroquias |
| ------------------------------------------------------------------------------- | -------------------- | --------- | -------------- | ---------- | ------------- | ------------- | ------------------------ | -------------------- | ---------- | ---------- | ---------- |
| 1970                                                                            | 57 037               | 162 717   | 35.1           | 56         | 5             | 51            | 1018                     |                      | 78         | 36         | 24         |
| 1980                                                                            | 74 900               | 226 000   | 33.1           | 46         | 5             | 41            | 1628                     |                      | 70         | 71         | 27         |
| 1990                                                                            | 95 287               | 269 000   | 35.4           | 55         | 7             | 48            | 1732                     |                      | 87         | 64         | 28         |
| 1999                                                                            | 128 224              | 283 154   | 45.3           | 34         | 12            | 22            | 3771                     |                      | 57         | 95         | 29         |
| 2000                                                                            | 138 494              | 283 154   | 48.9           | 34         | 12            | 22            | 4073                     | 2                    | 57         | 95         | 29         |
| 2001                                                                            | 138 494              | 283 154   | 48.9           | 34         | 12            | 22            | 4073                     |                      | 31         | 58         | 28         |
| 2002                                                                            | 139 956              | 283 154   | 49.4           | 34         | 12            | 22            | 4116                     |                      | 30         | 58         | 28         |
| 2003                                                                            | 140 000              | 283 154   | 49.4           | 40         | 13            | 27            | 3500                     |                      | 33         | 58         | 28         |
| 2004                                                                            | 142 000              | 285 154   | 49.8           | 39         | 14            | 25            | 3641                     |                      | 31         | 56         | 28         |
| 2013                                                                            | 268 000              | 450 000   | 59.6           | 38         | 14            | 24            | 7052                     |                      | 40         | 89         | 29         |
| 2016                                                                            | 180 224              | 521 216   | 34.6           | 45         | 15            | 30            | 4004                     |                      | 42         | 83         | 29         |
| 2019                                                                            | 178 000              | 515 000   | 34.6           | 60         | 18            | 42            | 2966                     |                      | 53         | 71         | 29         |
| 2021                                                                            | 185 600              | 537 650   | 34.5           | 60         | 18            | 42            | 3093                     |                      | 53         | 71         | 29         |
| 2023                                                                            | 194 000              | 559 000   | 34.7           | 60         | 18            | 42            | 3233                     |                      | 53         | 71         | 29         |
| Fuente: Catholic-Hierarchy, que a su vez toma los datos del Anuario Pontificio. |                      |           |                |            |               |               |                          |                      |            |            |            |

## Episcopologio
- Eberhard Limbrock, S.V.D. † (24 de marzo de 1896-9 de septiembre de 1914 renunció)
  - Sede vacante (1914-1922)
- Franziskus Wolf, S.V.D. † (24 de noviembre de 1922-23 de febrero de 1944 falleció)
  - Sede vacante (1944-1948)
- Stephen Anthony Appelhans, S.V.D. † (8 de julio de 1948-16 de julio de 1951 falleció)
- Adolph Alexander Noser, S.V.D. † (8 de enero de 1953-19 de diciembre de 1975 retirado)
- Leo Clement Andrew Arkfeld, S.V.D. † (19 de diciembre de 1975-31 de diciembre de 1987 retirado)
- Benedict To Varpin † (31 de diciembre de 1987 por sucesión-24 de julio de 2001 renunció)
- William Joseph Kurtz, S.V.D. † (24 de julio de 2001 por sucesión-30 de noviembre de 2010 retirado)
- Stephen Joseph Reichert, O.F.M.Cap. (30 de noviembre de 2010-26 de julio de 2019 retirado)
- Anton Bal, desde el 26 de julio de 2019